# Дражен Марович
Дражен Марович (хорв. Dražen Marović; нар. 14 січня 1938, Спліт) — хорватський шахіст і журналіст, гросмейстер від 1975 року.

## Шахова кар'єра
Першого успіху досягнув 1954 року, вигравши титул чемпіона Югославії серед юніорів. У 1961 і 1965 роках взяв участь у командній першості Європи, в обох випадках виборовши срібні медалі, тоді як між 1962 і 1964 роками — тричі в командних чемпіонатах світу серед студентів, також двічі (в 1962 та 1963 роках), здобувши срібні медалі.
Успіхи на міжнародній арені:
- 1962/63 — Гастінгс (4-те місце позаду Олександра Котова, Светозара Глігорича і Василя Смислова),
- 1964 — Загреб (поділив 2-ге місце позаду Ласло Сабо, разом з Бруно Пармою),
- 1967 — Амстердам (турнір IBM-B, посів 1-ше місце),
- 1968 — Малага (поділив 1-ше місце разом з Бориславом Івковим),
- 1969 — Олот (поділив 2-ге місце позаду Альберика О'Келлі, разом з Бориславом Івковим),
- 1970 — Скоп'є (посів 4-те місце позаду Марка Тайманова, Євгена Васюкова і Флоріна Георгіу),
- 1971 — Загреб (поділив 1-ше місце разом з Драголюбом Мінічем),
- 1972 — Амстердам (турнір IBM-B, поділив 1-ше місце разом з Артуром Геннігсом і Дьюлою Саксом), Загреб (поділив 2-ге місце позаду Леоніда Штейна, разом з Мато Дамяновичем і Властімілои Гортом),
- 1973 — Дортмунд (міжнародний чемпіонат Німеччини, поділив 4-те місце позаду Ганса Гехта, Ульфа Андерссона і Бориса Спаського, разом з Любеном Поповим),
- 1976 — Беер-Шева (поділив 3-тє місце позаду Володимира Ліберзона і Яїра Крайдмана, разом із, зокрема, Вільямом Гарстоном),
- 1977 — Малґрат-да-Мар (посів 3-тє місце),
- 1978 — Вировитиця (поділив 1-2-ге місце),
- 1981 — Малага (поділив 2-ге місце позаду Михайла Таля, разом з Бориславом Івковим та Іштваном Чомом).

Був редактором шахового журналу Šahovski Glasnik, а також співавтором підручника з дебютної теорії Teorija otvorenja (Загреб 1976).
Найвищий рейтинг Ело в кар'єрі мав станом на 1 травня 1974 року, досягнувши 2490 очок ділив тоді 95-103-тє місце в світовому рейтинг-листі ФІДЕ, одночасно ділячи 9-10-те місце серед югославських шахістів.). Починаючи від 1991 року не бере участі в турнірах під егідою ФІДЕ.

## Зміни рейтингу
| На цьому місці має відображатися графік чи діаграма, однак з технічних причин його відображення наразі вимкнено. Будь ласка, не видаляйте код, який викликає це повідомлення. Розробники вже працюють для того, щоби відновити штатне функціонування цього графіка або діаграми. | |
| | На цьому місці має відображатися графік чи діаграма, однак з технічних причин його відображення наразі вимкнено. Будь ласка, не видаляйте код, який викликає це повідомлення. Розробники вже працюють для того, щоби відновити штатне функціонування цього графіка або діаграми. |